# Zig Ziglar
Hilary Hinton "Zig" Ziglar (ur. 6 listopada 1926 w Hrabstwie Coffee w stanie Alabama albo w Gary w stanie Indiana, zm. 28 listopada 2012 w Plano w stanie Teksas) – amerykański pisarz, sprzedawca oraz chrześcijański mówca motywacyjny.